# آپومیرما
آپومیرما (انگلیسی: Apomyrma) نام یک سرده از تیره مورچه است. این گونه در غرب آفریقا یافت میشود.